# Cirencester
Koordinaten: 51° 43′ N, 1° 58′ W
Cirencester [ˈsaɪrənsɛstər] ist eine Stadt mit 20.229 Einwohnern in Gloucestershire, England, 150 km nordwestlich von London. Sie liegt am Churn, einem Nebenfluss der Themse, und ist die größte Stadt in den Cotswolds. Die Stadt verfügt über einen kleinen, aber gut gehenden gewerblichen Sektor. Sie weist zahlreiche historische Gebäude auf. Neubauten werden nach strengsten Richtlinien ausgeführt, um das einheitliche Bild der Stadt nicht zu zerstören. In Cirencester ist das Royal Agricultural College angesiedelt, das älteste College für Landwirtschaft im englischsprachigen Raum, gegründet 1842. Das städtische Corinium Museum ist bekannt für seine umfangreiche römische Sammlung.

## Geographie

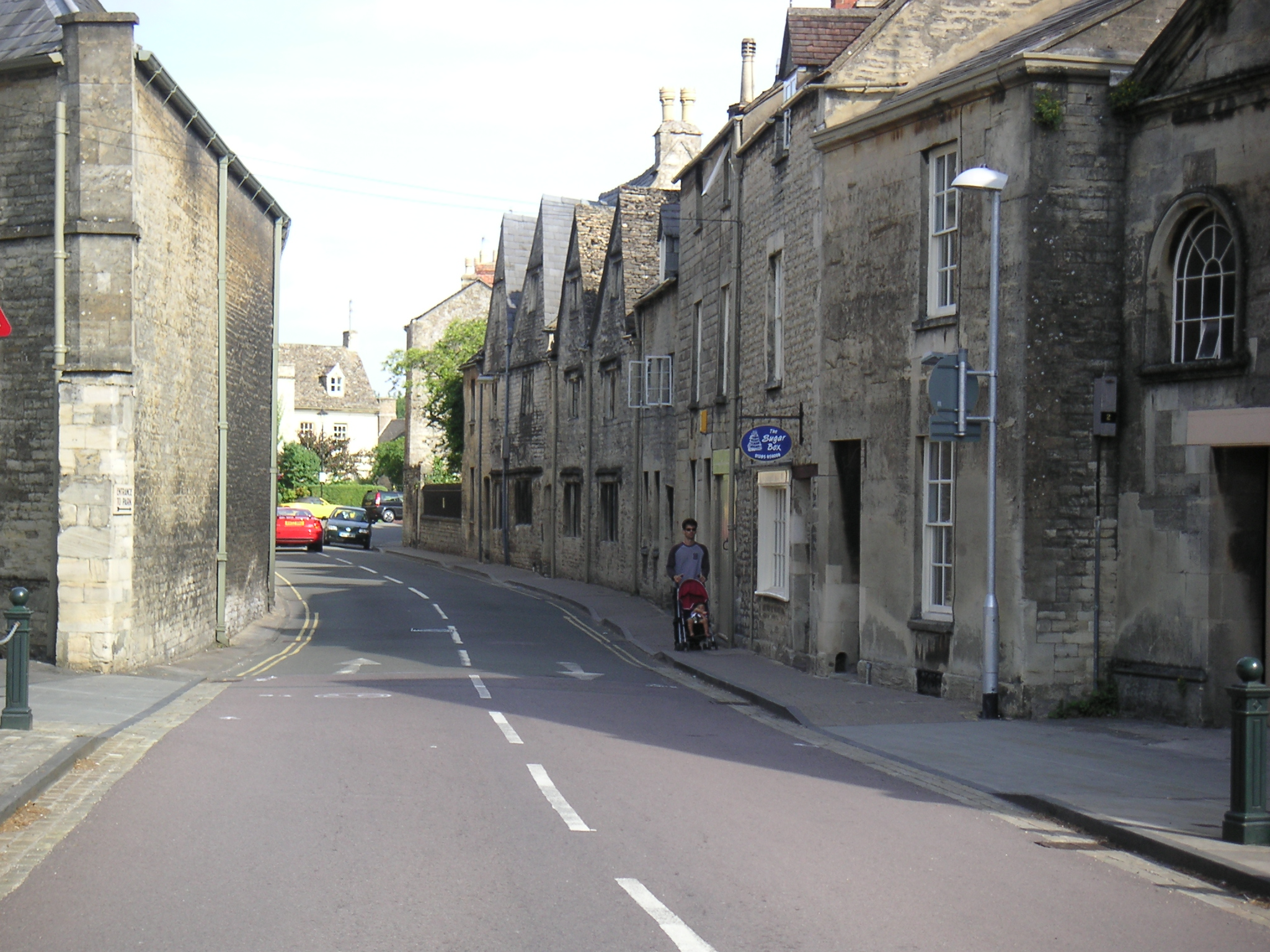
Eine Straße in Cirencester

Cirencester liegt in den Hügeln der Cotswolds. Die natürliche Entwässerung geht in den Churn, der ungefähr von Norden nach Süden durch den östlichen Teil der Stadt fließt und bei Cricklade auf die Themse trifft. Die Themse selbst fließt einige Kilometer westlich von Cirencester. Die Stadt ist unterteilt in fünf Bereiche: the town centre, the suburbs of Chesterton, Stratton, Watermoor (Dörfer außerhalb der Stadt) und das Beeches Estate (ein Häuserbereich von 1950). Das Dorf Siddington im Südwesten der Stadt gehört zu Watermoor. Die Stadt ist für das Umland der Mittelpunkt durch Arbeitsplätze, die angenehme Lage, Geschäfte, Handel und Bildung. Erwähnenswert ist hier auch noch das Dorf Bibury, das bekannt ist für seine schönen alten Häuser.

### Verkehr
Cirencester ist Knotenpunkt eines bedeutenden Straßennetzes mit wichtigen Straßen nach Gloucester (A417), Cheltenham (A435), Warwick (A429), Oxford (A40 über die B4425), Wantage (A417), Swindon (A419), Chippenham (A429), Bristol und Bath (A433), und Stroud (A419).
Cirencester hat keinen eigenen Bahnhof mehr. Der Bahnhof Kemble mit Zügen nach London (Paddington), liegt sieben Kilometer von der Stadt entfernt.
Die nächsten Flughäfen sind in Bristol in 70 km Entfernung, und Birmingham in 100 km Entfernung.

## Geschichte

### Das römische Corinium
Die Römer bauten ein Militärlager an der Stelle, wo Fosse Way den Fluss Churn kreuzt, als strategischen Stützpunkt zur Verteidigung der lokalen Grenzen c. AD 49, gegen die Dobunni, die von dem Dorf Bagendon vertrieben wurden. Als die Grenze weiter Richtung Norden rückte, um Wales zu erobern, wurde das Fort geschlossen. Trotzdem bestand die dort entstandene Stadt weiter unter dem Namen Corinium Dobunnorum.
Während der römischen Zeit florierten Wollhandel und Industrie, was die rasche Entwicklung von Corinium unterstützte. Ein großes Forum und eine Basilika wurden erbaut und archäologische Beweise bezeugen den bürgerlichen Wohlstand. Als eine Wehrmauer im zweiten Jahrhundert um die Stadt erbaut wurde, war Corinium bereits die zweitgrößte Stadt in Großbritannien. Sie wurde der Sitz der Provinz Britannia prima im vierten Jahrhundert.

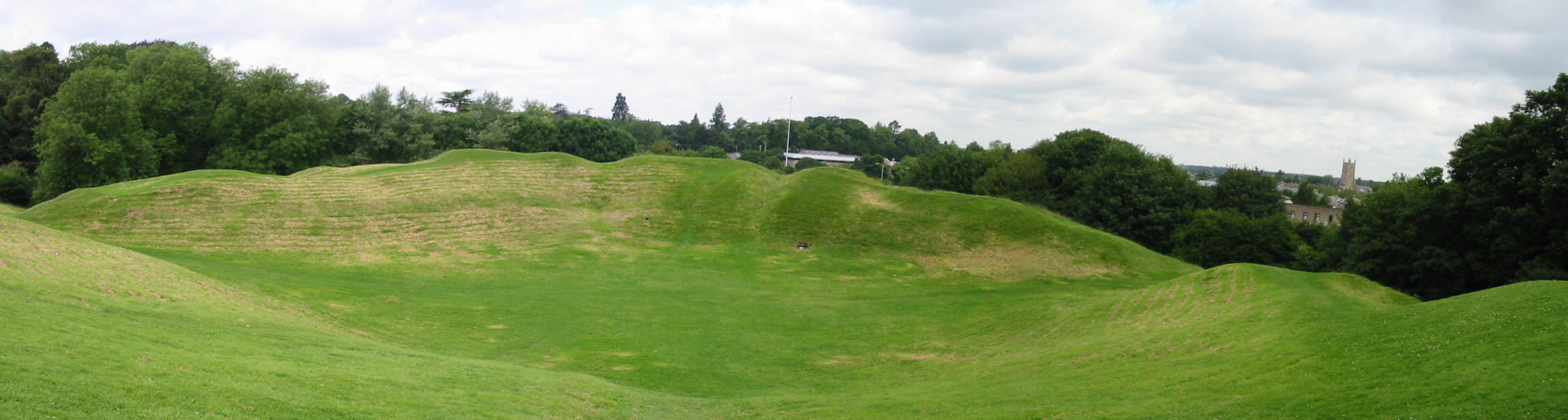
Das Amphitheater von Cirencester

Das Amphitheater existiert immer noch in der Querns im Südwesten der Stadt, wurde aber nicht ganz freigelegt. Untersuchungen in der Stadt ergaben, dass es im fünften oder sechsten Jahrhundert erbaut wurde. Es ist auch möglich, dass dort ein britischer König seinem Gegner Ceawlin im Jahre 577 unterlag. Später war der Platz wieder ein Szenario des Krieges zwischen dem König Penda von Mercia und den westsächsischen Königen Cynegils und Cwichelm im Jahre 628.
In der ganzen Umgebung sind römische Überreste und Relikte zu finden, wie zum Beispiel einige römische Villen bei Chedworth und Withington.

### Mittelalter
Die Minster Church, gebaut im 9. oder 10. Jahrhundert, war vermutlich eine königliche Stiftung. Das Stift wurde im zwölften Jahrhundert an die Augustiner-Chorherren übertragen. Die bisherige Stiftskirche wurde durch die Great Abbey Church ersetzt.

### Die Normannen
Während der normannischen Eroberung gehörte das königliche Landgut von Cirencester William FitzOsbern, 1. Earl of Hereford, 1075 fiel es an die Krone zurück. Das Landgut gehörte nun der Cirencester Abbey, erbaut von Heinrich I. im Jahre 1117, die 1167 fertiggestellt wurden.

### Tudor Cirencester
Während der Zerstörung der Klöster im Jahre 1539 befahl Heinrich VIII. die totale Zerstörung der Abbey. Heute stehen nur noch die normannischen Gewölbebögen und Teile der Bezirksmauer, die die Grenze des öffentlichen Parks in der Mitte der Stadt bilden.
Schafzucht, Wollvertrieb, Weberei und Kleidungsherstellung waren die Hauptstärke von England im Mittelalter, und nicht nur der Klerus, sondern auch Cirencesters Händler und Schneider gewannen an Reichtum und Wohlstand am nationalen und internationalen Markt. Die Gräber dieser Händler können in der Pfarrkirche besichtigt werden, während die schönen, alten Häuser noch immer in der Coxwell und Dollar Street stehen und noch bewohnt sind. Ihren Wohlstand investierten sie in den Neubau des Kirchenschiffs der Pfarrkirche im Jahre 1515–30. Die Pfarrkirche wird heute oft als „Cathedral of the Cotswolds“ bezeichnet. Andere Kirchen dieser Art stehen im benachbarten Northleach und Chipping Campden.

### Während des Bürgerkriegs
Der Englische Bürgerkrieg kam im Februar 1643 nach Cirencester, als königliche Reiter und Parlamentarier sich in den Straßen bekämpften. Über 300 Menschen starben, 1200 Gefangene wurden in der Kirche festgehalten. Die Bürger der Stadt unterstützen die Parlamentarier, Adel und Clerus waren für die konservative alte Ordnung.

### Jüngste Geschichte
Am Ende des 18. Jahrhunderts war Cirencester eine blühende Marktstadt als Mittelpunkt eines gebührenpflichtigen Straßensystems mit leichtem Zugang zu Märkten und Produktionen von Getreide und Wolle. Eine Grammar School bot Bildung für alle, die es sich leisten konnten, und Unternehmen und Betriebe gediehen.
Als 1789 der Themse- und Servern-Kanal geöffnet wurde, bekam Cirencester Zugang zu entfernteren Märkten. 1841 wurde eine Zuglinie nach Kemble eröffnet, um eine Linie nach Swindon zu bieten. Die Midland and South Western Junction Railway eröffnete einen Bahnhof in Watermoor 1883. Cirencester hatte also zwei Zuglinien noch vor den 1960er Jahren.
Der Verlust des Kanals und der Zuglinie als Transportweg förderten die Abhängigkeit vom Straßenverkehr. Ein Ring-Road-System wurde 1975 fertiggestellt. Um Staus im Stadtzentrum vorzubeugen, wurde eine Umgehungsstraße gebaut, die A417.
1894 wurde das erste Mal in Cirencester gewählt, das Urban District Council. Die Neuorganisation der lokalen Regierung löste 1974 das Urban District Council ab und bis heute regiert dort das zweigestufte Cotswold District Council System und Cirencester Town Council.

## Der Name der Stadt
Der Name Corin ist verwandt mit Churn (der moderne Name des Flusses an dem Cirencester erbaut wurde) und mit Cerne in den Namen der nahen Dörfer North Cerney, South Cerney, und Cerney Wick enthalten. Der moderne Name 'Cirencester' ist entstanden aus dem verwandten Ciren und dem Standard -cester Ende, deutend auf römische Festungen. Es sieht so aus, als gehen die Wurzeln dieses Namens zurück bis vor die Römerzeit und es ist ähnlich zum originalen Brythonic Namen des Flusses. Eine frühe kirchliche Liste aus der Kirche von St Davids in Wales gibt eine andere Form des Namens Caerceri. Hier ist Caer die walisische Form für römische Festungen und Ceri ist verwandt mit einer anderen Form des Namens.
Zu sächsischen Zeiten schrieb man den Namen der Stadt Cirrenceastre oder Cyrneceastre. Die Form Ciceter erfunden von William Shakespeare wurde früher als eine Abkürzung genutzt. Manchmal wird die Form Cicester stellvertretend genutzt. Gängig ist heute die Abkürzung Ciren.

## Freizeit und Unterhaltung

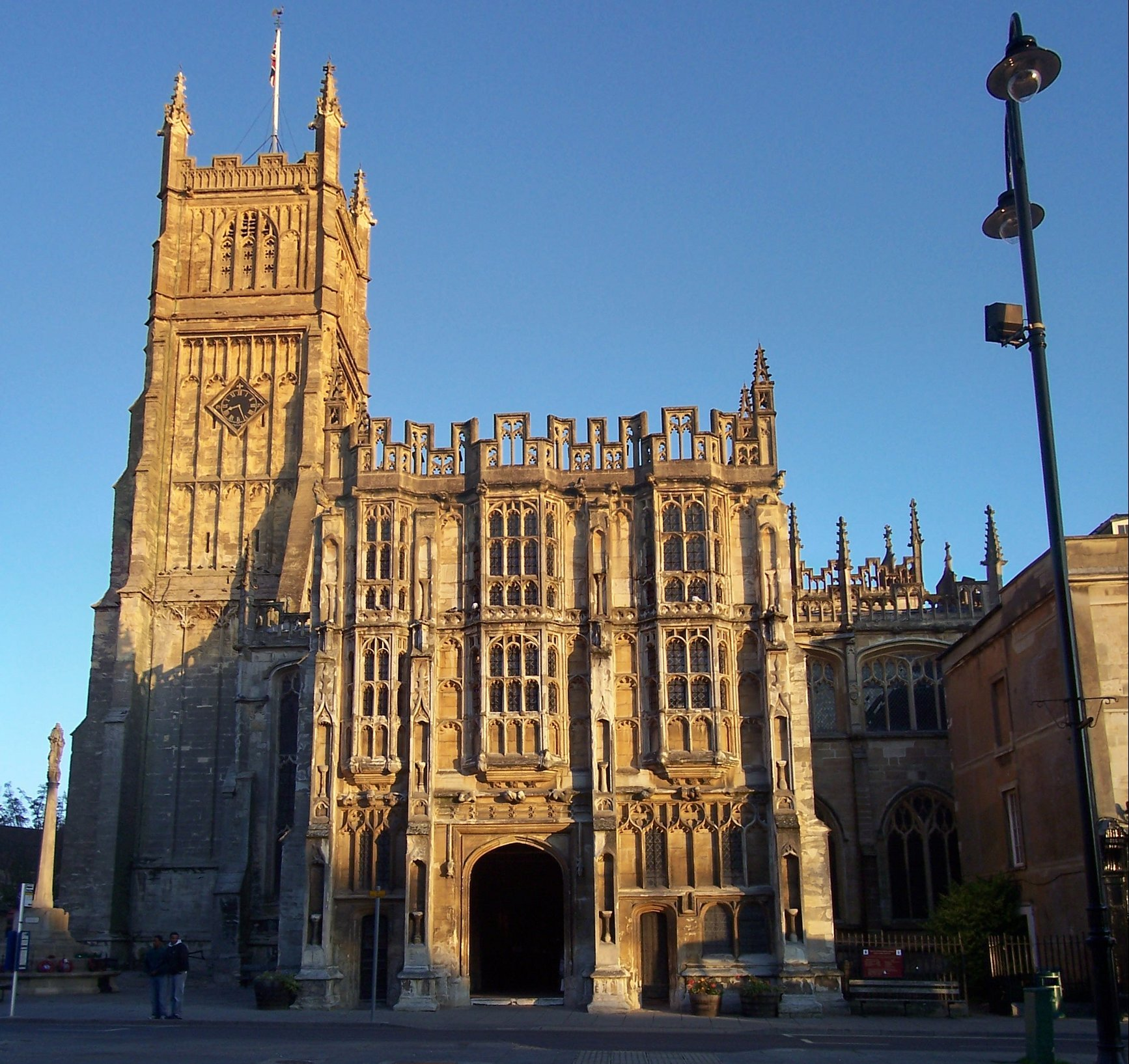
Kirche St John the Baptist

Cirencester hat einen wichtigen Tourismusmarkt, Shoppingmöglichkeiten, Entertainment, und Sporteinrichtungen für die Einwohner der Stadt und die Umgebung.

### Interessante Fakten
Die Pfarrkirche St John the Baptist, oft auch als 'Cathedral of the Cotswolds' bezeichnet, hat ein Kirchenschiff aus dem Jahre 1515–1530, außerdem einen großen Turm und einen beachtlichen Südvorbau. Ein schönes Beispiel einer Wollkirche, inmitten seiner vielen Kapellen, ist St. Catherine mit seinem schönen Dach aus steinernem Maßwerk aus dem Jahr 1508. In der Cotswold Avenue ist das römische Amphitheater zu finden.

### Sport
Im April 2006 bezog das Cotswold Leisure Centre seine neuen Räumlichkeiten. Das Center gehört dem Cotswold District Council. Es enthält einen Schwimmbad, eine Sauna, ein Dampfbad, Duschen, eine Entspannungs-Area, eine große Sporthalle, eine Turnhalle und ein Fitnesscenter. Die Stadt hat außerdem ein Freibad, das von freiwilligen Helfern geführt wird und nur in den Sommermonaten geöffnet hat.
Der Fußballverein Cirencester Town F.C., spielt in der Southern League Premier Division. Das Team ist bekannt als The Centurions und wechselte von seinem ersten Sportplatz in das Corinium Stadium. Der Verein wird von der 'Football Association' als ein Community Club geführt. Jede Woche bietet der Verein Training und Spiele für 300 Kinder von sechs bis 18 Jahren. Die Stadt hat noch ein weiteres Fußballteam, Cirencester United F.C. Es spielt in der Hellenic Football League.
Am Flugplatz Aston Down (10 km westlich von Cirencester) kann man beim Cotswold Gliding Club segelfliegen.

## Städtepartnerschaft
Cirencester unterhält seit 1982 eine Partnerschaft mit der Stadt Itzehoe, Schleswig-Holstein.

## Persönlichkeiten
- William Lawrence, 1. Baronet (1783–1867), Chirurg
- Vernon Ellis Cosslett (1908–1990), Physiker
- Cozy Powell (1947–1998), Schlagzeuger